# 全日本そっくり大賞
『全日本そっくり大賞』（ぜんにほんそっくりたいしょう）は、1981年から1996年までテレビ東京系列局で特別番組として放送されていた素人参加型のものまねバラエティ番組。

## 出演者

### 歴代司会者
- 愛川欽也
- 山田邦子
- 谷隼人
- 麻木久仁子
- 白石まるみ
- 森尾由美
- 松尾貴史
- 荒木由美子
- ほか

### 著名な出場者
- 竹中直人
- 河村和範
- 斉藤京子
- Mr.No1se（石黒ツトム）
- 中西保志
- まじかるず（堀井祥明・藤代達生）
- 朝田昌貴
- コージー冨田
- 松山三四六
- はるな愛
- Ryu
- ツートン青木
- 原口あきまさ
- ミニミニ長渕
- こ☆まいける
- ビトタケシ
- おおともりゅうじ
- ダンジー（いまさら秀樹）
- Chappy
- ATSUKO

### 歴代審査員
- 淡谷のり子
- キダ・タロー（審査委員長）
- 梅宮辰夫
- 長嶋茂雄
- ハナ肇
- 和田アキ子
- 城戸真亜子
- 岩本恭生
- なぎら健壱
- 平尾昌晃（審査委員長）
- 岡本夏生
- 中山秀征
- 久本雅美
- 高見恭子
- 長与千種
- ピンクの電話
- 蓮舫
- アグネス・チャン
- 田中義剛
- 飯島愛
- 新田恵利
- 山咲千里

- 布川敏和
- 大東めぐみ
- 島崎俊郎
- 小野みゆき
- 森口博子
- ABブラザーズ
- 本田理沙
- 加納典明
- そのまんま東
- 渡辺典子
- 冨永みーな
- 渡辺裕之
- マルシア
- 三波春夫（審査委員長）
- 桜金造
- 松岡きっこ
- なぎら健壱
- 京本政樹
- マリアン
- 中村玉緒
- 神田うの
- 城戸真亜子

- 山口美江
- 片平夏貴
- 宮川泰（審査委員長）
- 三波豊和
- 井森美幸
- 鳥越マリ
- ビジーフォー・スペシャル
- 島倉千代子
- 木内みどり
- 松本明子
- 阿藤海
- 五月みどり
- ピーター
- 中村泰士（審査委員長）
- 真屋順子
- 稲川淳二
- 村野武範
- 松金よね子
- 塩沢とき
- 中村あずさ
- ほか

### ゲスト
- 河合奈保子
- 石川秀美
- 松本伊代
- 菊池桃子
- 西城秀樹

## スタッフ
- 企画 - 斉藤寿孝
- 編成担当 - 金澤龍一郎 ／ 辻幹男
- 構成 - 阿部操／新田英生、小原信治
- 音効 - 鈴木達海・加藤つよし（サウンドプロ企画）
- 編集・MA - 芝公園ビデオセンター
- ディレクター - 豊田千穂美
- AP - 福田志穂
- 演出 - 伊藤輝夫（テリー伊藤）、金沢豊ほか
- プロデューサー - 斧賢一郎、河井昭
伊藤成人、牛丸謙壱
- 制作協力 - USテレビ
- 制作 - テレビ東京、IVSテレビ制作